# Кедров, Михаил Николаевич
Михаи́л Никола́евич Ке́дров (21 декабря 1893 (2 января 1894), Москва — 22 марта 1972, там же) — советский театральный режиссёр, актёр и педагог. Главный режиссёр Оперно-драматической студии имени К. С. Станиславского (1938—1948) и МХАТа (1946—1955). Народный артист СССР (1948). Лауреат четырёх Сталинских премий первой степени (1946, 1949, 1950, 1952).

## Биография
Михаил Кедров родился в Москве в семье священника Николая Ивановича и его жены Анны Васильевны Кедровых. В 1908—1914 годах учился в Московской духовной семинарии.
В 1914—1920 годах обучался в Московском институте народного хозяйства. Одновременно участвовал в любительских драматических кружках как актёр и режиссёр, увлекался живописью и скульптурой.
С 1920 года занимался в Московской драматической студии имени А. С. Грибоедова под руководством Василия Лужского. Параллельно в 1921—1923 годах учился во ВХУТЕМАСе у скульптора Анны Голубкиной. В 1922 году был принят во 2-ю Студию МХАТ, которая в 1924 году влилась в Московский Художественный театр.
Его наиболее заметными ролями были Син Бин-у в спектакле «Бронепоезд 14-69», Квасов в спектакле «Хлеб», Манилов в «Мёртвых душах», Захар Бардин во «Врагах» и Тартюф в одноимённой пьесе.
С 1930-х годов работал как театральный педагог и режиссёр. Его первая постановка «В людях» (1933) Максима Горького вошла в репертуар театра и получила высокую оценку самого автора. Кедров вёл педагогическую работу во ВГИКе на режиссёрском отделении под руководством Сергея Эйзенштейна.
В 1936 году возглавил группу актёров МХАТа, изучавших новый творческий метод Константина Станиславского. На основе этой экспериментальной работы Кедров поставил спектакль «Тартюф» (1939). В своём творчестве опирался на последние новаторские открытия Станиславского («метод физических действий»), раскрывал идейное содержание спектакля прежде всего через искусство актёра. Вёл семинар при Всероссийском театральном обществе.
В 1936 году стал режиссёром-педагогом Оперно-драматической студии имени К. С. Станиславского, а после смерти учителя являлся её руководителем вплоть до 1948 года.
В 1946—1955 годах был художественным руководителем и главным режиссёром МХАТа. Его лучшими работами этого периода считаются постановки спектаклей «Глубокая разведка» (1943) и «Плоды просвещения» (1951). С 1955 года являлся членом художественного совета театра, а в 1960—1963 годах — председателем художественной коллегии МХАТа.
С 1949 года служил педагогом-консультантом Школы-студии МХАТ.

Могила Михаила Кедрова на Ваганьковском кладбище

В 1947—1963 годах был членом Комитета по Сталинским (позже Ленинским) премиям в области науки и искусства при Совете Министров СССР. С 1960 года руководил творческой лабораторией при Всероссийском театральном обществе. С 1963 года выступал как член президиума художественного совета при Министерстве культуры СССР.
Михаил Кедров скончался 22 марта 1972 года в Москве после продолжительной болезни. 24 марта после гражданской панихиды был, согласно последней воле, похоронен на Ваганьковском кладбище (26 уч.).

### Семья
- Жена — Мария Андреевна Титова (1899—1994), актриса. Народная артистка РСФСР (1948).
- Дочь — Анна Михайловна Кедрова (род. 1939), актриса.

## Творчество

### Роли в театре
- 1923 — «Елизавета Петровна» Д. П. Смолина — Меньшиков, Миних, Грюнштейн
- 1923 — «Женитьба Фигаро» Бомарше — секретарь суда, судья Бридуазон
- 1924 — «Царь Фёдор Иоаннович» А. К. Толстого — Федюк Старков
- 1925 — «Пугачёвщина» К. А. Тренёва — Хрол
- 1925 — «Ревизор» Н. В. Гоголя — Христиан Иванович
- 1925 — «На дне» М. Горького — Татарин
- 1926 — «Дни Турбиных» М. А. Булгакова — сторож Максим
- 1927 — «Бронепоезд 14-69» В. В. Иванова — Син Бин-у[8]
- 1928 — «Унтиловск» Л. М. Леонова — отец Иона
- 1928 — «Вишнёвый сад» А. П. Чехова — Симеонов-Пищик
- 1930 — «Воскресение» по Л. Н. Толстому — революционер Симонсон
- 1931 — «Хлеб» В. М. Киршона — Квасов
- 1932 — «Мёртвые души» по Н. В. Гоголю — Манилов
- 1935 — «Враги» М. Горького — Захар Бардин
- 1938 — «Анна Каренина» по Л. Н. Толстому — Каренин
- 1939 — «Тартюф» Мольера — Тартюф
- 1942 — «Три сестры» А. П. Чехова — Андрей Прозоров
- 1942 — «Фронт» А. Е. Корнейчука — Мирон Горлов

### Постановки в театре
- 1933 — «В людях» по М. Горькому
- 1939 — «Тартюф» Мольера
- 1943 — «Глубокая разведка» А. А. Крона
- 1947 — «Дядя Ваня» А. П. Чехова
- 1948 — «Зелёная улица» А. А. Сурова
- 1948 — «Лес» А. Н. Островского
- 1949 — «Чужая тень» К. М. Симонова
- 1951 — «Плоды просвещения» Л. Н. Толстого
- 1952 — «Залп „Авроры“» М. В. Большинцова и М. Э. Чиаурели
- 1958 — «Третья, патетическая» Н. Ф. Погодина
- 1958 — «Зимняя сказка» У. Шекспира
- 1961 — «Над Днепром» А. Е. Корнейчука
- 1966 — «Ревизор» Н. В. Гоголя
- 1968 — «Дым отечества» К. М. Симонова

В Театре «Современник» работал над «Пятью вечерами» А. М. Володина (1959).

### Фильмография
Роли
- 1931 — Томми — китаец-партизан
- 1935 — Любовь и ненависть — техник шахты
- 1936 — Родина зовёт — Сергей Новиков

Режиссёр
- 1965 — Мещане (фильм-спектакль)
- 1972 — Враги (фильм-спектакль)

Архивные кадры
- 1936 — Смерть Таирова

## Звания и награды
- Заслуженный артист РСФСР (1933)
- Заслуженный деятель искусств РСФСР (1938)
- Народный артист РСФСР (1943),
- Народный артист СССР (26.10.1948)
- Сталинская премия первой степени (1946) — за постановку спектакля «Глубокая разведка» А. А. Крона (1943)
- Сталинская премия первой степени (1949) — за постановку спектакля «Зелёная улица» А. А. Сурова (1948)[9]
- Сталинская премия первой степени (1950) — за постановку спектакля «Чужая тень» К. М. Симонова (1949)
- Сталинская премия первой степени (1952) — за постановку спектакля «Плоды просвещения» Л. Н. Толстого (1951)
- Орден Ленина (26.10.1948)
- Два ордена Трудового Красного Знамени (26.10.1938 — в связи с 40-летием МХАТ СССР им. М. Горького, 1964)
- Орден «Знак Почёта» (03.05.1937) — за выдающиеся заслуги в деле развития русского театрального искусства
- Медаль «За доблестный труд в Великой Отечественной войне 1941—1945 гг.» (1946)
- Медаль «В память 800-летия Москвы» (1948)
- Медаль «За доблестный труд. В ознаменование 100-летия со дня рождения Владимира Ильича Ленина» (1970)